# Narragansett Pier, Rhode Island
Narragansett Pier, Rhode Island (енгл. Narragansett Pier) насељено је место без административног статуса у америчкој савезној држави Роуд Ајланд.

## Демографија
По попису из 2010. године број становника је 3.409, што је 262 (-7,1%) становника мање него 2000. године.
| Група             | 2000.         | 2010.         |
| Белци             | 3.410 (92,9%) | 3.212 (94,2%) |
| Афроамериканци    | 32 (0,9%)     | 40 (1,2%)     |
| Азијати           | 38 (1,0%)     | 35 (1,0%)     |
| Хиспаноамериканци | 69 (1,9%)     | 51 (1,5%)     |
| Укупно            | 3.671         | 3.409         |